# 바틱 에어 말레이시아
바틱 에어 말레이시아(영어: Batik Air Malaysia, 중국어: 马印航空公司, 말레이어: Malindo Air/مالیندو ایر)은 라이온 에어의 모기업인 말레이시아의 민간 항공사이다.

## 개요
라이온 에어의 본거지인 말레이시아에서 에어아시아의 진입은 인도네시아 항공사가 자회사 항공사와 말레이시아 시장에 진출하도록 고무시켰다. 에어아시아의 자회사인 인도네시아 에어아시아는 모기업과 제휴하여 인도네시아 항공사인 바타비아 항공을 인수하려고 시도했지만, 규제 복잡성과 바타비아 항공의 부도 때문에 거래가 성사되지 못했다. 이 시도는 인도네시아의 최대 저가 항공사인 라이온 항공과 아시아 최대의 저가 항공사인 에어아시아 간의 영역 다툼을 초래했다.
바틱 에어 말레이시아은 모든 좌석에 개인 TV(비행 중 엔터테인먼트 시스템), 가벼운 간식과 무료 식사, 이코노미 클래스와 비즈니스 클래스의 좌석 피칭 32" 및 45", 그리고 무료 수하물 허용량 25"을 제공한다.방글라데시에서 35kg과 40kg의 제한 사항이다. 2015년 6월 말레이시아에서 최초로 기내 와이파이 서비스를 제공하는 항공사가 되었다,. 편의시설, 서비스 및 저가 요금의 조합으로 말린도는 하이브리드 항공사의 범주에 속한다. IFE는 이코노미 클래스에 9인치 터치스크린이 있고 비즈니스 클래스에 11.1인치 터치스크린이 있으며 제스처가 가능한 Panasonic eXLite를 기반으로 하고 있다(스위핑, 스크롤). 비즈니스 클래스에는 정식 식사가 제공되며 항공사는 또한 술탄 압둘 아지즈 샤 공항으로부터 2시간 반경 내 2차 노선에 주로 초점을 맞춘 평행 터보프롭 서비스를 확대했다. Pioneer 목적지는 페낭, 조르바하루, 코타키나발루로, 2013년 6월 초에 출발한 비행편이다.
2022년 4월 22일, 말린도 항공은 사명을 현재의 사명인 바틱 에어 말레이시아로 변경하였다.

## 운항 노선

### 공동운항 협정
| - 바티크 에어 - 터키항공 (스타 얼라이언스) |

### 인터라인 협정
| - 샤먼 항공 (스카이팀) - 에티하드 항공 - 오만 항공 - 전일본공수 (스타 얼라이언스) - 카타르 항공 (원월드) - 터키항공 (스타 얼라이언스) - 파키스탄 국제항공 |

## 보유 기종

### 현재 보유하는 기종
- 2020년 4월 기준으로 바틱 에어 말레이시아는 다음과 같은 기종을 보유하고 있다.[7]

### 퇴역 기종
- 바틱 에어 말레이시아는 다음의 항공기들을 보유, 운용하였다.[7]